# Andy Nicholson

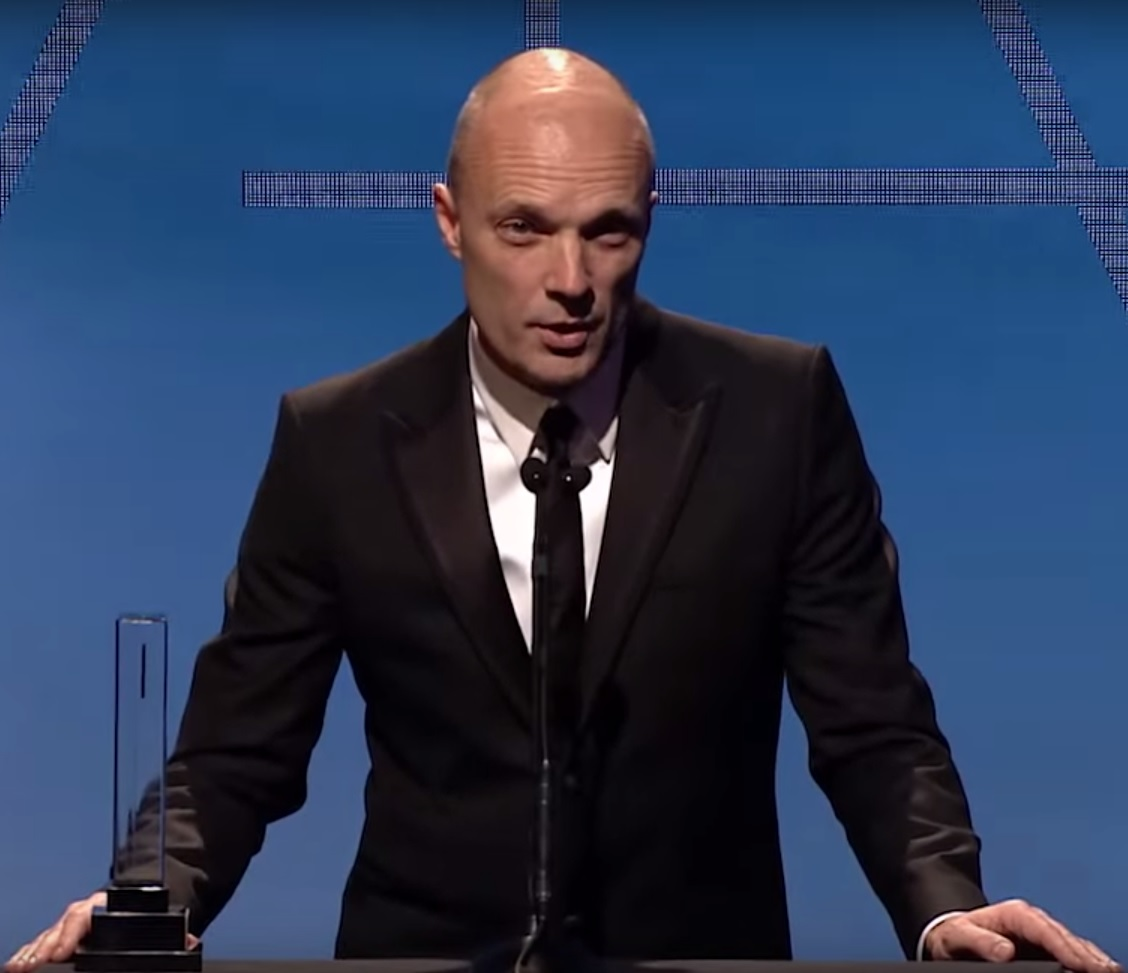
Andy Nicholson (2014)

Andy Nicholson (auch Andrew Nicholson) ist ein britischer Filmarchitekt und Artdirector, der bei der Oscarverleihung 2014 für seine Arbeit bei Gravity zusammen mit Rosie Goodwin und Joanne Woollard für den Oscar in der Kategorie Bestes Szenenbild nominiert war. Für diesen Film waren Nicholson, Goodwin und Woollard 2014 auch für einen British Academy Film Award in der Kategorie Bestes Szenenbild nominiert. Nicholson arbeitete vor seiner Filmkarriere als Architekt und war seit Anfang der 1990er Jahre an über 30 Film- und Fernsehproduktionen beteiligt. Seine Arbeit verbindet traditionelle Szenenbildnerei mit Digitaltechnik.

## Filmografie
- 1993: Opéra imaginaire (Fernsehfilm)
- 1993: Rwend (Kurzfilm)
- 1995: Restoration – Zeit der Sinnlichkeit (Restoration)
- 1995: Hackers – Im Netz des FBI (Hackers)
- 1996: Herzen in Aufruhr (Jude)
- 1996: Muppets – Die Schatzinsel (Muppet Treasure Island)
- 1997: James Bond 007 – Der Morgen stirbt nie (Tomorrow Never Dies)
- 1997: Der Schakal (The Jackal)
- 1997: The Woodlanders
- 1998: Der Legionär (Legionnaire)
- 1999: Die Mumie (The Mummy)
- 1999: Sleepy Hollow
- 2000: Sexy Beast
- 2001: Spy Game – Der finale Countdown (Spy Game)
- 2002: Live aus Bagdad (Live from Baghdad, Fernsehfilm)
- 2002: Der Dieb von Monte Carlo (The Good Thief)
- 2004: Mindhunters
- 2004: Troja
- 2005: Charlie und die Schokoladenfabrik (Charlie and the Chocolate Factory)
- 2005: Dominion: Exorzist – Der Anfang des Bösen (Dominion: Prequel to the Exorcist)
- 2006: Liebe braucht keine Ferien (The Holiday)
- 2006: Breaking & Entering – Einbruch und Diebstahl
- 2007: Der goldene Kompass (The Golden Compass)
- 2007: Das Bourne Ultimatum (The Bourne Ultimatum)
- 2008: Rock N Rolla (RocknRolla)
- 2010: Alice im Wunderland
- 2010: Wolfman
- 2011: Captain America: The First Avenger
- 2012: Frankenweenie
- 2013: Gravity
- 2013: Seelen (The Host)
- 2014: Die Bestimmung – Divergent (Divergent)
- 2019: Captain Marvel